# توماس ويد
توماس ويد هو مغني وكاتب أغاني كندي، ولد في 9 مايو 1961.

## وصلات خارجية
- الموقع الرسمي